# ویلسون بنج
ویلسون بنج (انگلیسی: Wilson Benge؛ ‏ ۱ مارس ۱۸۷۵ – ۱ ژوئیهٔ ۱۹۵۵) بازیگر اهل انگلستان بود.
از فیلم‌هایی که وی در آن نقش داشته‌است، می‌توان به غرور و تعصب، زود گمشید بیرون!، حالا یکی هم من بگم و دقیقاً درست می‌گی اشاره کرد.